# Reda Benbaziz
Reda Benbaziz (in arabo رضا بن بعزيز‎?; Béjaïa, 5 settembre 1993) è un pugile algerino.

## Palmarès

### Giochi del Mediterraneo
- 2 medaglie:
  - 1 oro (Mersin 2013 nei pesi gallo)
  - 1 bronzo (Tarragona 2018 nei pesi leggeri)

### Giochi panafricani
- 2 medaglie:
  - 1 oro (Brazzaville 2015 nei pesi leggeri)
  - 1 argento (Maputo 2011 nei pesi gallo)

### Giochi panarabi
- 1 medaglia:
  - 1 bronzo (Doha 2011 nei pesi gallo)